# Paracheilinus carpenteri
Paracheilinus carpenteri е вид лъчеперка от семейство Labridae.

## Разпространение
Видът е разпространен в Индонезия, Малайзия, Палау, Провинции в КНР, Тайван, Филипини и Япония.